# Tsiafahy
 (septembre 2017).
Si vous disposez d'ouvrages ou d'articles de référence ou si vous connaissez des sites web de qualité traitant du thème abordé ici, merci de compléter l'article en donnant les références utiles à sa vérifiabilité et en les liant à la section « Notes et références ».
Tsiafahy (littéralement « qu'on ne peut pas assiéger ») est une commune rurale du District d'Antananarivo Atsimondrano, de la région d'Analamanga à Madagascar.

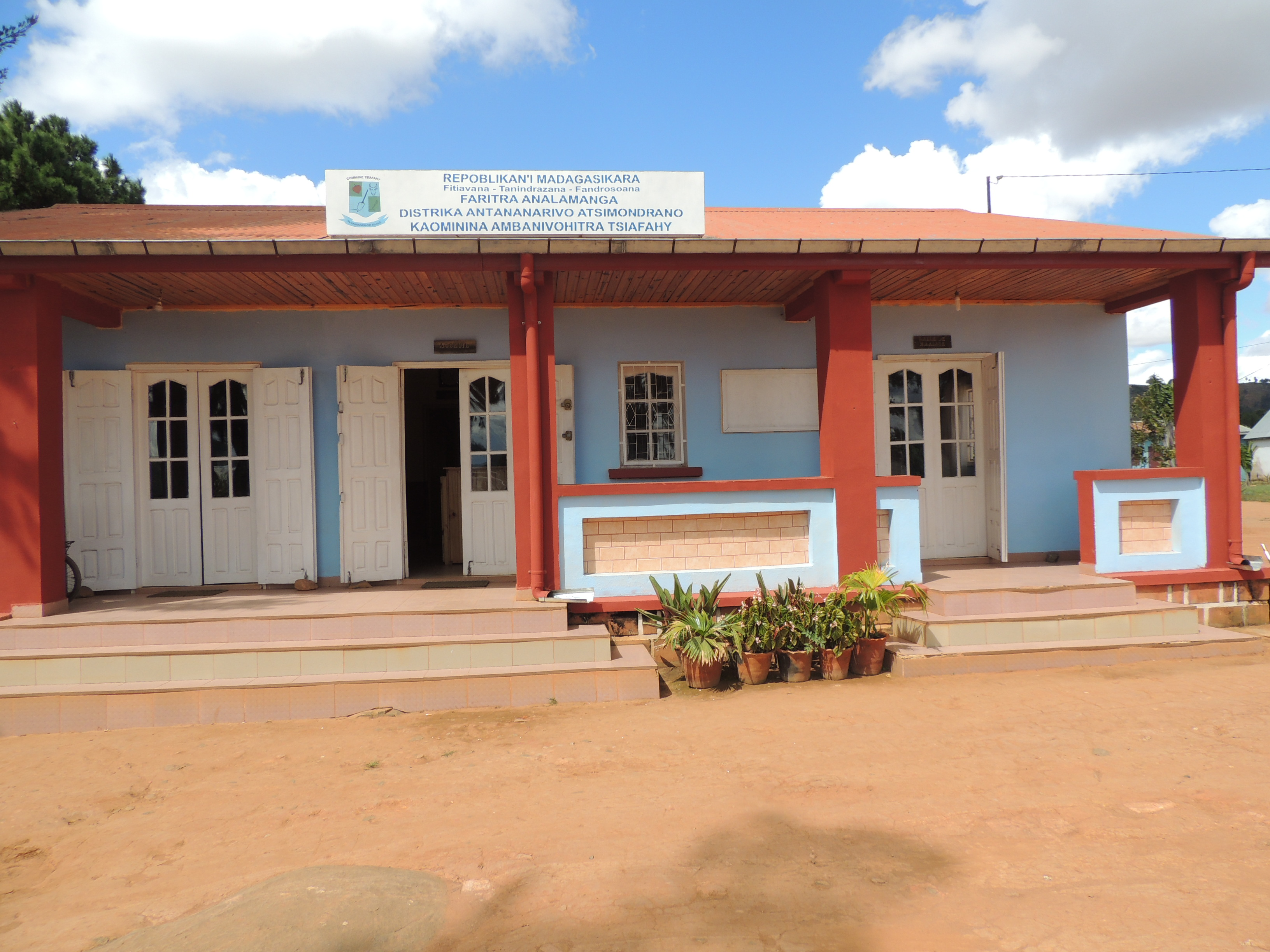
La mairie de la commune rurale Tsiafahy

## Géographie

### Localisation
La Commune rurale de Tsiafahy est l’une des 26 Communes composant le district d’Antananarivo Atsimondrano. Elle se trouve au sud à 21 Kilomètres d'Antananarivo la capitale de Madagascar. Elle est traversée sur 3,81 kilomètres par la Route Nationale no 7 et sur 2,4 kilomètres par le chemin de fer (non fonctionnel) menant vers Antsirabe.
|            | Bongatsara et Ambohijanaka |                              |
| Ambohijoky | Tsiafahy                   | Masindray et Ankadinandriana |
|            | Ambalavao                  | Ambatofahavalo               |

La Commune de Tsiafahy couvre une superficie de 58,54 km2 et comprend 15 fokontany : Ambatolokanga, Ambatofotsy, Ambohaja, Ambohibololona, Ambohikely, Ambohimiadana Nord, Andrefandrano, Ankazobe, Ankorondrano, Avarabohitra, Masomboay, Soamanandray, Soavina, Tsiafahy, Vatovaky. Le Chef-lieu de la Commune se trouve à Tsararivotra dans le Fokontany d’Ambatofotsy.
« Commune Rurale de Tsiafahy - Delimitation des fokontany ».

### Climat
Comme dans la capitale, les températures se situent en moyenne entre 13 et 24 °C. La période de pluie est plutôt d'octobre à avril, ce qui correspond à la saison touristique.

### Transport
La ligne de la coopérative de transport Kofiavo dessert le chef lieu de la commune ainsi que les zones avoisinantes (Ambalavao, Ambatofahavalo). A part Ambohikely et Vatovaky, les fokontany ont des pistes accessibles en voitures. 

### Hydrographie
Deux fleuves : le Sisaony et l'Ikopa traversent la commune de Tsiafahy. Le Sisaony, long de 10 km, sillonne la partie sud, tandis que le nord-est est traversé par l'Ikopa long de 4 km. 
On y trouve également de nombreux ruisseaux comme celui de Varahina (il occupe les régions de Masomboay, Andrefandrano, Ambohimiadana Nord et Ambohibololona); et celui d'Andavakamalona (il arrose les vallées d'Ankazobe, d'Ambohaja et d'Ambohibololona)

## Histoire
Dans les deux versions, l'une écrite et l'autre orale, l'origine de Tsiafahy est située au temps du roi Andrianampoinimerina (1787 - 1810). A cette époque, Tsiafahy  sous le nom de Takady[source insuffisante] était dirigé par de nombreux nobles Maroandrina dont les Keliampinga et les Ampahadiminy, porte-paroles du pays. Pendant les premières conquêtes d'Andrianampoinimerina pour l'unification des pays,  la réconciliation de Tsiafahy avec Ambohimanga et Tananarive était effective après les soumissions d'Ambohitraina et d'Alasora.
Cette soumission s'est passée après une mûre réflexion sur la paix et la protection offertes par le roi : « Il nous a conquis par la vérité évidente, car il n'aime pas faire mourir les femmes et les enfants ni faire confisquer les biens; il cherche plutôt la tranquillité du peuple; alors nous nous sommes soumis et, en effet, nous n'avons pas subi de pillage; nous avons simplement présenté le hasina au souverain et la paix a été ainsi conclue;actuellement, nous sommes tranquilles ».
Tsiafahy, toujours chef-lieu depuis la période monarchique, changea de nom en Tsararivotra durant une courte période de la République. Mais depuis la réorganisation de la commune, Tsiafahy a repris son appellation d'antan .
La commune est jumeléele 23 septembre 2014 avec le district de Grand Port.
La commune rurale a pour principale activité la riziculture qui est essentiellement tournée vers l’autoconsommation. Cette activité occupe près de 60 % de la superficie exploitée, avec un rendement très faible 1,5tonnes/ha. À partir de 1930, Tsiafahy se spécialise dans la production des fraises de Madagascar. Cette activité constitue la première source de revenu de la population de cette commune. 
Le taux de croissance annuelle est estimé à 4,41 %.
En 2019, chaque fokontany possède son école primaire. Il y a deux collèges publics et un lycée public
Plusieurs établissements privés assurent l'éducation depuis la maternelle jusqu'en terminal.